# Reykjahlíð
Reykjahlíð est une localité islandaise de la municipalité de Skútustaðahreppur située au nord de l'île, dans la région de Norðurland eystra. En 2011, le village comptait 187 habitants.

## Géographie
Le village est situé sur la rive Nord du lac Mývatn, au pied du volcan Krafla. Le volcan a toujours représenté une menace pour le village depuis l'établissement des premières fermes. Reykjahlíð fut en large partie rasée par la coulée de lave de 1729, l'église étant le principal bâtiment épargné. Sa dernière éruption remonte à 1984.

## Toponymie
Reykjahlíð signifie le flanc de colline des fumées. Ces fumées font référence aux nombreuses sources chaudes, fumerolles et solfatares de la région.

## Économie
L'usine d'extraction de terre à diatomées était un des principaux employeurs du village jusqu'à sa fermeture en 2004. Le tourisme est désormais la principale ressource, Reykjahlíð devenant le principal point d'hébergement de la région touristique de Mývatn avec plusieurs hôtels. Les investissements touristiques se poursuivent dans les environs du village avec fin 2004 l'ouverture des bains naturels de Mývatn, version réduite du lagon bleu.

## Patrimoine naturel et architectural

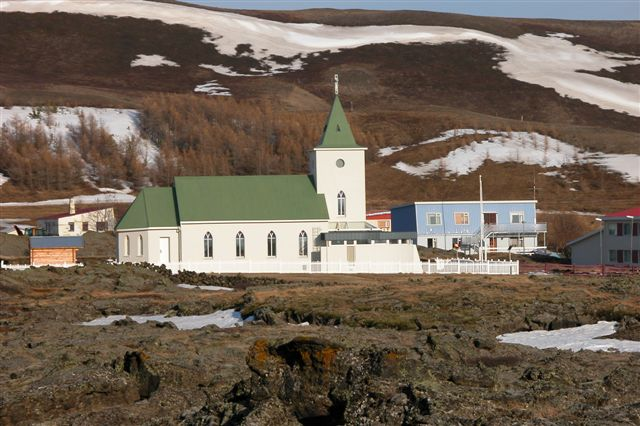
L'église de Reykjahlíð
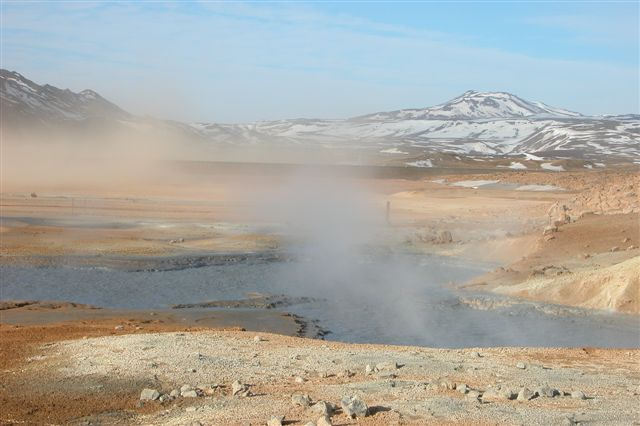
Paysage de Námaskarð vers Reykjahlíð
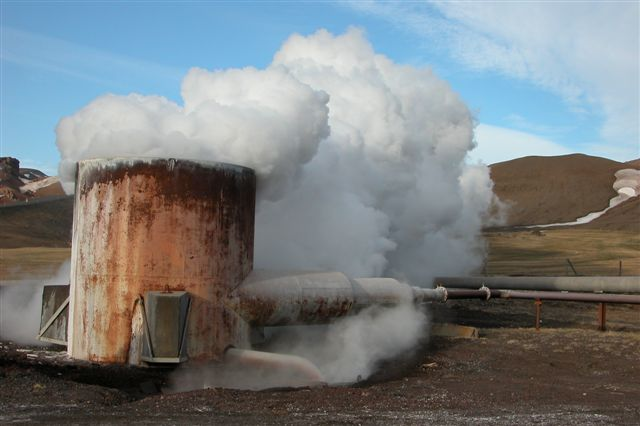
Station géothermique vers Reykjahlíð

De nombreux points d'intérêt existent autour de la ville, notamment les coulées de lave encore chaude du volcan Krafla. Au nord, le cratère Viti, "enfer" en islandais, est remarquable de par son lac bleu profond. Sa dernière éruption remonte à 1976. Enfin, autour du lac Myvatn , les formations volcanique de Dimmuborgir sont un lieu privilégié par les touristes, notamment dans la partie dites des "églises noires". 